# 洛江区
洛江区（らくこう-く）は中華人民共和国福建省泉州市に位置する市轄区。

## 行政区画
下部に2街道、3鎮、1郷を管轄する
- 街道
  - 万安街道、双陽街道
- 鎮
  - 羅渓鎮、馬甲鎮、河市鎮
- 郷
  - 虹山郷

## 交通

### 道路
- 高速道路
  -  瀋海高速道路
  -  甬莞高速道路（中国語版）
  -  泉州環状高速道路（中国語版）
- 国道
  - G324国道